# Barney Berlinger

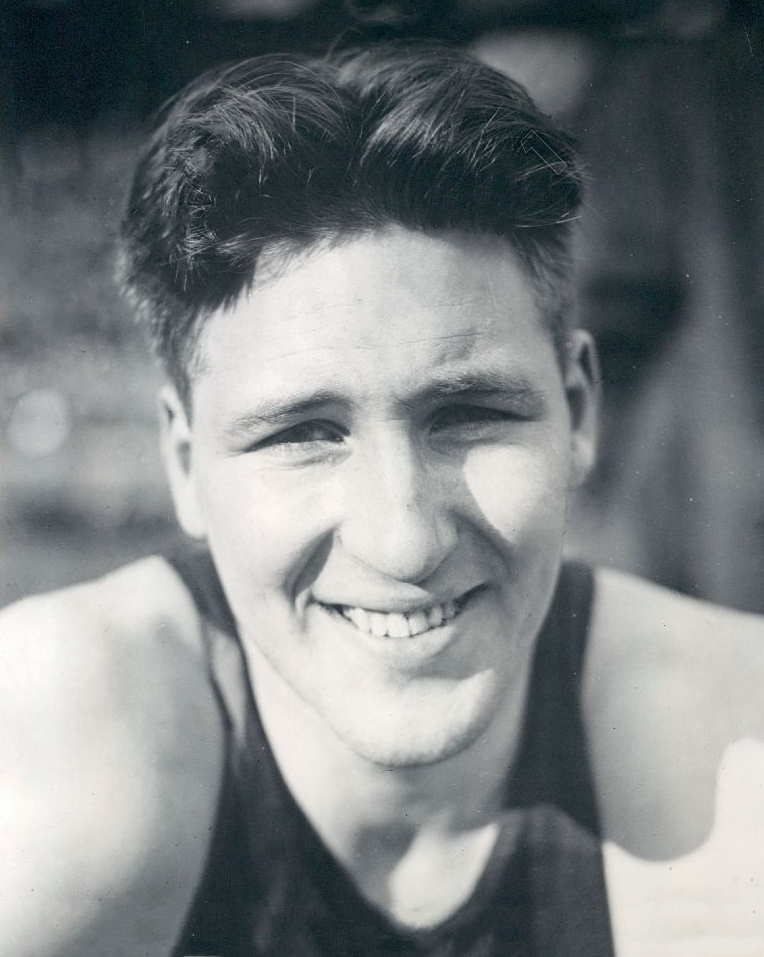
Barney Berlinger (1933)

Bernard Ernst „Barney“ Berlinger (* 13. März 1908 in Philadelphia; † 2. Dezember 2002 in Carversville, Pennsylvania) war US-amerikanischer Meister im Zehnkampf. Er nahm an den Olympischen Spielen 1928 in Amsterdam teil und gewann 1931 den James E. Sullivan Award als bester Amateursportler der USA.

## Leben
Berlinger war vielseitig begabt. Er besuchte die William Penn Charter School und anschließend die Mercersburg Academy. Neben Leichtathletik war er auch in Football, Basketball, Ringen, Boxen und Baseball erfolgreich. Erst als Student der University of Pennsylvania unter Coach Lawson Robertson, spezialisierte er sich auf den Zehnkampf, nahm an den Olympischen Spielen teil, wo er aber nur 17. wurde. 1930 wurde er amerikanischer Meister im nichtolympischen Fünfkampf der Leichtathletik. 1931 gewann er den James E. Sullivan Award als bester Amateursportler der USA. 1932 begann er als Absolvent der Wirtschaftswissenschaften mit einer beruflichen Laufbahn bei dem Familienbetrieb der Quaker City Gear Works, da er sich aufgrund der Weltwirtschaftskrise und den rigiden Amateurbestimmungen ein Nursporttreiben wie viele nicht mehr leisten konnte. 1933 gewann er dann aber doch noch die amerikanische Meisterschaft im Zehnkampf. Nach dem Zweiten Weltkrieg bildete er militärische Sportinstrukteure in Europa für die US Army aus. Er entwickelte mehrere Patente, z. B. eine Bremse für die Rolle an der Fischangel in 1940. 1996 wurde Berlinger als einer der Ersten in die Penn Athletics Hall of Fame aufgenommen.